# Condado de Jefferson (Mississippi)
O Condado de Jefferson é um dos 82 condados do estado norte-americano do Mississippi. A sua sede de condado é Fayette, que é também a sua maior cidade.
O condado tem uma área de 1365 km² (dos quais 21 km² estão cobertos por água), uma população de 7726 habitantes, e uma densidade populacional de 5,7 hab/km² (segundo o censo nacional de 2010). O condado foi fundado em 1799 e recebeu o seu nome em homenagem a Thomas Jefferson (1743-1826), o terceiro Presidente dos Estados Unidos.